# NGC 4580
NGC 4580 (другие обозначения — UGC 7794, MCG 1-32-117, ZWG 42.183, VCC 1730, IRAS12352+0538, PGC 42174) — галактика в созвездии Девы.
Галактика является динамически холодной, а звёздная составляющая в ней не имеет каких-либо следов взаимодействий с другими галактиками. В то же время, распределение водорода, излучающего в линии H-альфа, резко обрывается на определённом расстоянии от центра галактики, что может быть результатом приливного обдирания. Несмотря на то, что во внешних частях газа нет, спиральные рукава там наблюдаются, хотя в отсутствие газа они должны быстро исчезать. Галактика относится к скоплению Девы, но находится довольно далеко от его центра.
Этот объект входит в число перечисленных в оригинальной редакции «Нового общего каталога».